# 新沟站
新沟站是一个汉丹铁路上的铁路车站，位于湖北省武汉市东西湖区新沟镇街道，建于1960年，目前为三等站，邮政编码为430041。目前无客运：办理旅客乘降；行李、包裹托运；货运：办理整车货物发到。

## 临近车站
1. 1 2  中国铁路武汉局集团有限公司年鉴编纂委员会 (编). . 武汉. 2021 （中文（中国大陆））.
2. ↑  铁道部电子计算技术中心, 铁道部运输局. . 北京: 中国铁道出版社. 1998: 57. ISBN 9787113030995.